# Надежда-Р
ОБПС «Надежда-Р» — это оперённый бронебойный подкалиберный снаряд для советских танковых пушек калибра 125-мм, разработанный в СССР и принятый на вооружение в 1983 году. Предназначен для стрельбы по ДОТ, броневым заслонкам, бронеколпакам и многослойным структурам брони танков.

## Описание
Материал корпуса снаряда состоит из мартенситной стали и представляет собой удлиненный стреловидный элемент. На снаряде установлено ведущее устройство разжимного типа. В носовой части снаряда установлен баллистический колпачок, под ним находится бронебойный демпфер. В хвостовой части снаряда размещён сердечник из вольфрамового сплава, такое размещение сердечника позволило снизить вероятность рикошета по наклонным броневым преградам. В хвостовой части так же установлен стабилизатор в виде оперения, состоящий из пяти лопастей, в основании стабилизатора установлен трассёр.Нормативная бронепробиваемость с 2000 м по нормали 410 мм, под углом 60° - 200 мм (Бронепробиваемость под углом 60° указана в смысле толщины поражаемой плиты. Для преобразования в приблизительную глубину пробития, следует умножать на 2). Средняя пробиваемость с 2000 метров по нормали — 450 мм стали.
Длина снаряда: 558 мм. Масса снаряда без ведущего устройства: 4485 г.